# Golfo de Panay

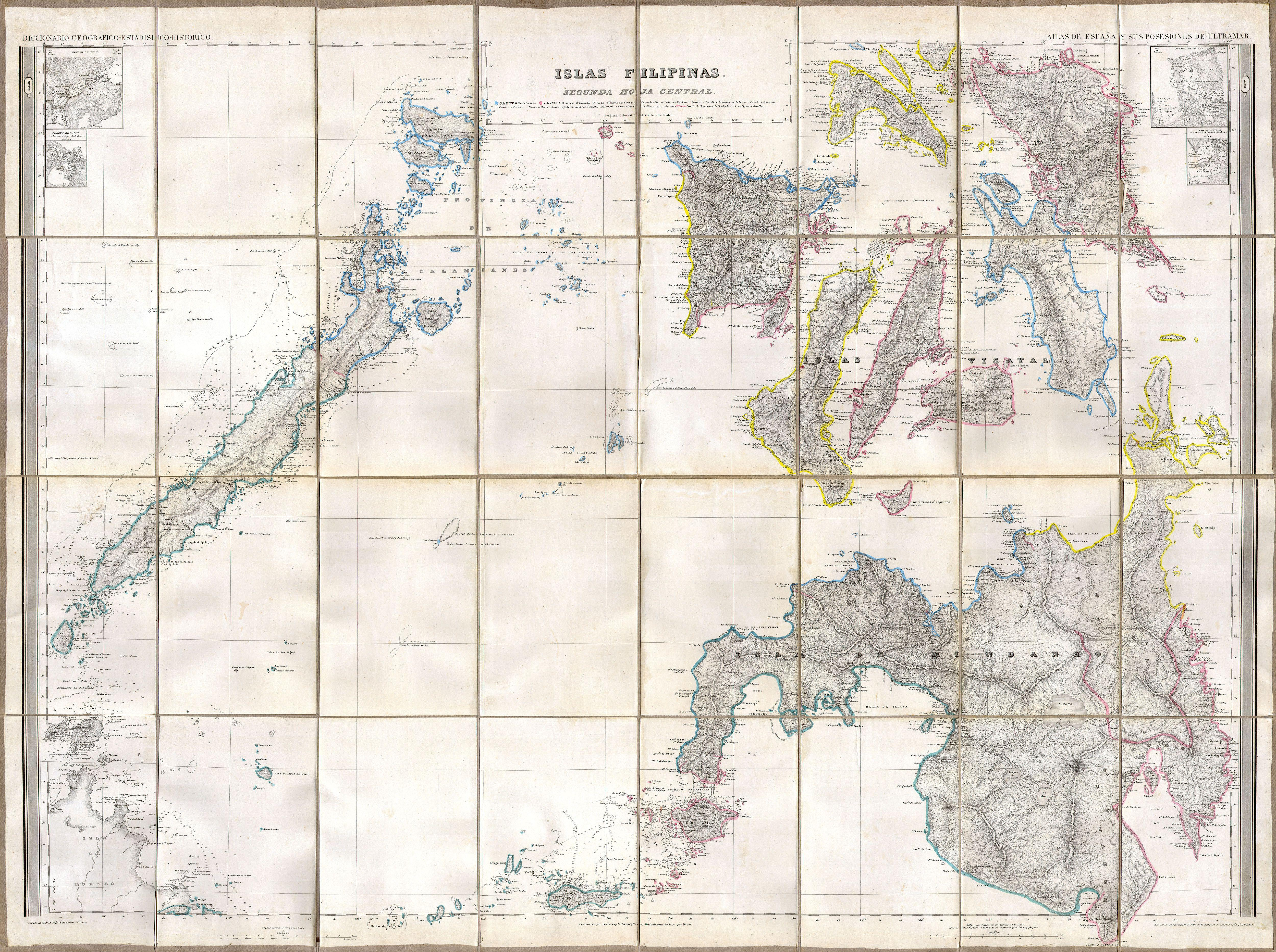
Mapa de 1852 do mar de Sulu e de ilhas de Mindinao, Palawan e Visayas. O golfo de Panay é visível no canto superior direito, entre Panay e Negros.

Mapa do mar das Visayas mostrando o golfo de Panay (Golf von Panay) na parte de baixo, à esquerda.

O golfo de Panay  é uma extensão do mar de Sulu, entre as ilhas de Panay e Negros, nas Filipinas. O golfo contém a ilha-província de Guimaras e estende-se até à Baía de Santa Ana entre Panay e Guimaras e até ao estreito de Guimaras, entre Guimaras e Negros. O estreito de Guimaras liga o golfo de Panay ao mar das Visayas.
O Porto de Iloilo é o mais movimentado porto no golfo, e é uma rota importante usada por navios entre Iloilo, Bacolod e Zamboanga, mais para sul.